# Hoylake
Hoylake is een plaats in het bestuurlijke gebied Metropolitan Borough of Wirral, in het Engelse graafschap Merseyside. De plaats telt 13.042 inwoners.

## Geboren
- Chris Boardman (26 augustus 1968), wielrenner